# متلازمة آشارد
متلازمة آشارد هي متلازمة تتكون من عنكبوتي، وتراجع الفك السفلي، وتراخي المفاصل يقتصر على اليدين والقدمين. الحركة المفرطة والخلع الجزئي للمفاصل، زيادة النزهة الجانبية للرضفة وغيرها من النتائج تعكس زيادة تراخي الأربطة. وهي تشبه سريريًا متلازمة مارفان.

## أعراض
- الإبهام الصغيرة.
- تراخي المفاصل في اليدين.
- تراخي المفاصل في القدمين.
- العضدية.
- رامي قصير الفك السفلي.